# Championnat du monde masculin de curling 1977
Navigation
Édition précédente Édition suivante
Le Championnat du monde masculin de curling 1977, dix-neuvième édition du championnat du monde de curling, a eu lieu du 28 mars au 3 avril 1977 à Karlstad, en Suède. Il fut remporté par la Suède.